# Kate Nash

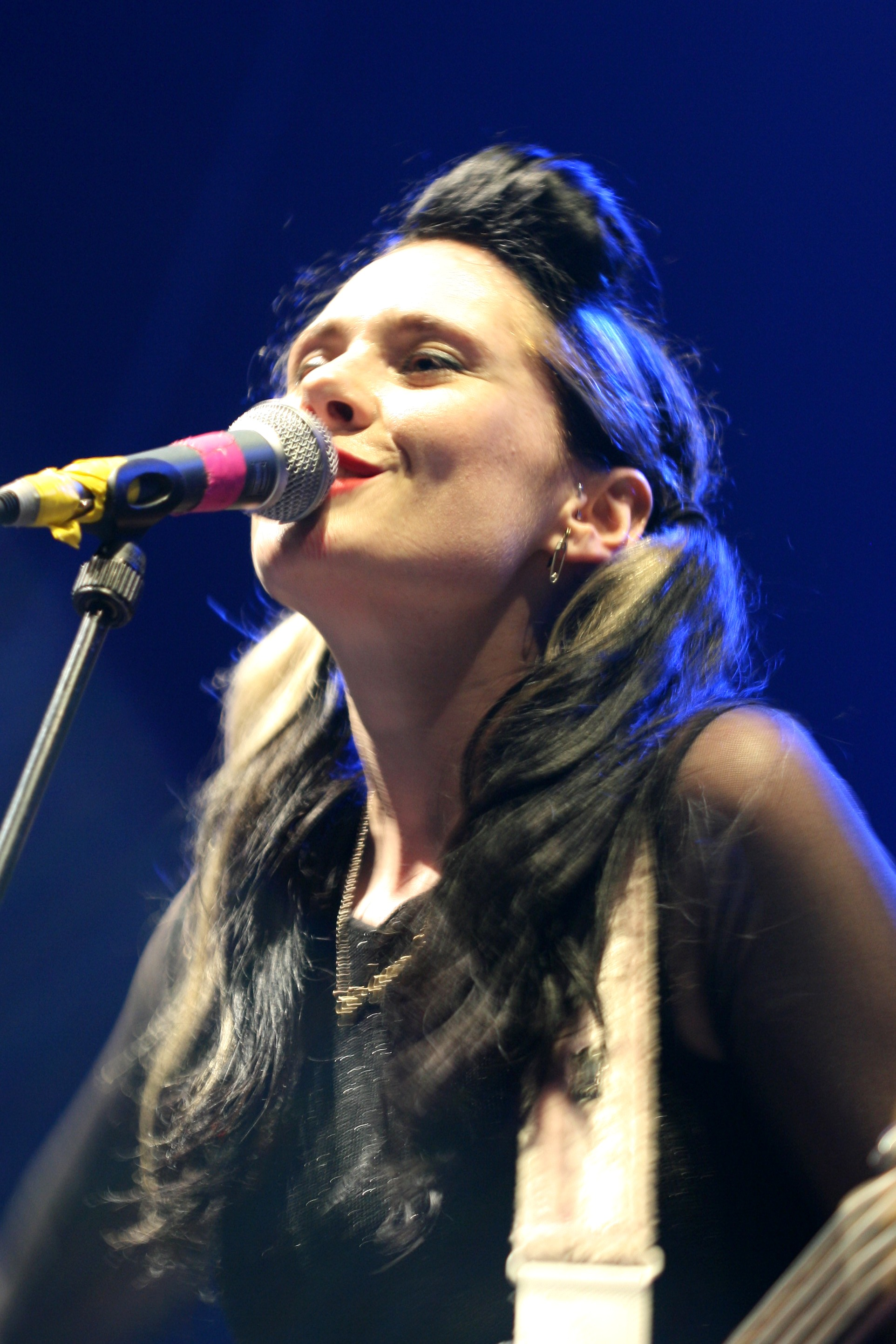
Kate Nash beim Rock-im-Park-Festival 2013 in Nürnberg

Kate Marie Nash (* 6. Juli 1987 in North Harrow, London) ist eine britische Singer-Songwriterin.

## Leben und Karriere
Geboren und aufgewachsen ist Kate Nash in Londons nordwestlichem Stadtteil North Harrow. Ihr Bruder ist Mitglied der Indie-Rock-Band Bombay Bicycle Club. Sie lernte in ihrer Jugend Klavierspielen, belegte als Abschlussfach in der Schule unter anderem Musik und studierte anschließend an der BRIT School. Ihr eigentliches Berufsziel war Schauspielerin; jedoch bestand sie die Aufnahmeprüfung an einer Schauspielschule in Bristol nicht. Nach einer wegen eines Beinbruchs erzwungenen Pause fand sie kurz darauf Muße zum Songschreiben und beschloss, als Musikerin einen Versuch zu starten.
Nach einigen Auftritten und Veröffentlichung einiger Stücke über MySpace kam Nash 2006 bei einem kleinen Londoner Label unter. Im Februar 2007 erschien die Doppelsingle Caroline’s a Victim / Birds, und gleichzeitig ging sie auf eine landesweite Tour. Die nur in Vinyl und in begrenzter Stückzahl veröffentlichte Single schaffte es nicht in die heimischen Charts, obwohl das zugehörige Video bei MTV2 lief. Daraufhin nahm das Polydor-Sublabel Fiction Records sie unter Vertrag. Es folgte eine zweite Tour, und nach mehreren Auftritten bei großen Festivals, wie jenem in Glastonbury, erschien im Juni ihre zweite Single Foundations. Sie erreichte damit auf Anhieb den zweiten Chartplatz, den sie mehrere Wochen halten konnte. Aufgrund des großen Erfolges der Single entschloss sich die Plattenfirma, das Debütalbum Made of Bricks früher als geplant herauszubringen, zumal es schon vor der Veröffentlichung als illegale Kopie im Internet zu finden war. Dennoch schaffte das Album im August 2007 den Sprung an die Spitze der britischen Album-Charts. 2010 wurde Made of Bricks in Deutschland mit Gold ausgezeichnet. Am 23. April 2010 erschien das zweite Album My Best Friend Is You. Die Single Do-Wah-Doo konnte sich in den deutschen Top 40 platzieren. Im November 2012 veröffentlichte sie die EP Death Proof. Ihr drittes Studioalbum Girl Talk wurde in Los Angeles aufgenommen und erschien am 1. März 2013. Im August 2016 erschien die Single Good Summer.
Nash litt über mehrere Jahre an Herzrasen, welches sie im Alter von 17 operativ behandeln ließ. Diese Erfahrung diente als Inspiration für ihr Lied Death Proof.
Von 2007 bis 2012 war Nash mit Ryan Jarman, dem Leadsänger und Gitarristen der Indie-Rock-Band The Cribs, liiert.
Von 2017 bis 2019 war sie in der Serie GLOW zu sehen.
Ende März 2018 erschien Nashs viertes Studioalbum Yesterday Was Forever, das sie über eine Crowdfunding-Kampagne finanziert hat.
Ihr fünftes Studioalbum 9 Sad Symphonies wurde am 21. Juni 2024 über das Label Kill Rock Stars veröffentlicht. Produzent dieses Albums war der Däne Frederick Thaae.
Ende Mai 2025 erschien Nashs Song GERM, in dem sie die Transphobie in modernen Gesellschaften anprangert und kritisiert, insbesondere adressiert an Donald Trump, Elon Musk und J. K. Rowling.

## Diskografie (Auswahl)

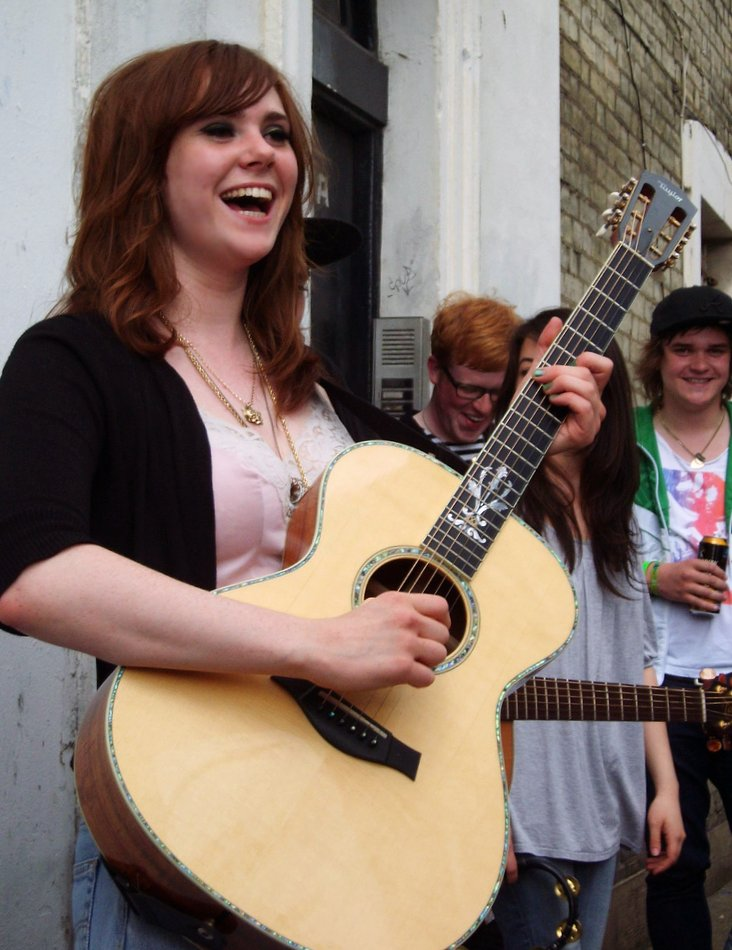
Nash (2007)

### Studioalben
| Jahr | Titel                 | Höchstplatzierung, Gesamtwochen, AuszeichnungChartplatzierungen (Jahr, Titel, Platzierungen, Wochen, Auszeichnungen, Anmerkungen) | Höchstplatzierung, Gesamtwochen, AuszeichnungChartplatzierungen (Jahr, Titel, Platzierungen, Wochen, Auszeichnungen, Anmerkungen) | Höchstplatzierung, Gesamtwochen, AuszeichnungChartplatzierungen (Jahr, Titel, Platzierungen, Wochen, Auszeichnungen, Anmerkungen) | Höchstplatzierung, Gesamtwochen, AuszeichnungChartplatzierungen (Jahr, Titel, Platzierungen, Wochen, Auszeichnungen, Anmerkungen) | Höchstplatzierung, Gesamtwochen, AuszeichnungChartplatzierungen (Jahr, Titel, Platzierungen, Wochen, Auszeichnungen, Anmerkungen) | Anmerkungen                          |
| Jahr | Titel                 | DE | AT | CH | UK | US | Anmerkungen                          |
| ---- | --------------------- | --- | --- | --- | --- | --- | ------------------------------------ |
| 2007 | Made of Bricks        | DE38 Gold · (27 Wo.)DE | AT51 (13 Wo.)AT | CH39 (27 Wo.)CH | UK1 ×2Doppelplatin · (50 Wo.)UK                                                                                                   | US36 (13 Wo.)US | Erstveröffentlichung: 6. August 2007 |
| 2010 | My Best Friend Is You | DE6 (9 Wo.)DE | AT14 (4 Wo.)AT | CH23 (5 Wo.)CH | UK8 (3 Wo.)UK | US62 (2 Wo.)US | Erstveröffentlichung: 19. April 2010 |
| 2013 | Girl Talk             | DE55 (1 Wo.)DE | AT71 (1 Wo.)AT | — | UK85 (1 Wo.)UK | — | Erstveröffentlichung: 4. März 2013   |
| 2018 | Yesterday Was Forever | — | — | — | — | — | Erstveröffentlichung: 30. März 2018  |
| 2024 | 9 Sad Symphonies      | — | — | — | UK78 (1 Wo.)UK | — | Erstveröffentlichung: 21. Juni 2024  |

### EPs
| Jahr | Titel                                    | Anmerkungen                             |
| ---- | ---------------------------------------- | --------------------------------------- |
| 2010 | iTunes Festival: London 2010             | Erstveröffentlichung: 6. Juli 2010      |
| 2012 | Death Proof                              | Erstveröffentlichung: 19. November 2012 |
| 2013 | Have Faith with Kate Nash This Christmas | Erstveröffentlichung: 26. November 2013 |
| 2017 | Agenda                                   | Erstveröffentlichung: 21. April 2017    |

### Singles
| Jahr | Titel Album                      | Höchstplatzierung, Gesamtwochen, AuszeichnungChartplatzierungen (Jahr, Titel, Album, Platzierungen, Wochen, Auszeichnungen, Anmerkungen) | Höchstplatzierung, Gesamtwochen, AuszeichnungChartplatzierungen (Jahr, Titel, Album, Platzierungen, Wochen, Auszeichnungen, Anmerkungen) | Höchstplatzierung, Gesamtwochen, AuszeichnungChartplatzierungen (Jahr, Titel, Album, Platzierungen, Wochen, Auszeichnungen, Anmerkungen) | Höchstplatzierung, Gesamtwochen, AuszeichnungChartplatzierungen (Jahr, Titel, Album, Platzierungen, Wochen, Auszeichnungen, Anmerkungen) | Anmerkungen                             |
| Jahr | Titel Album                      | DE | AT | CH | UK | Anmerkungen                             |
| ---- | -------------------------------- | --- | --- | --- | --- | --------------------------------------- |
| 2007 | Foundations Made of Bricks       | DE37 (17 Wo.)DE | AT38 (19 Wo.)AT | CH48 (23 Wo.)CH | UK2 ×2Doppelplatin · (36 Wo.)UK | Erstveröffentlichung: 18. Juni 2007     |
| 2007 | Mouthwash Made of Bricks         | — | — | — | UK23 (10 Wo.)UK | Erstveröffentlichung: 1. Oktober 2007   |
| 2007 | Pumpkin Soup Made of Bricks      | DE83 (3 Wo.)DE | AT72 (1 Wo.)AT | — | UK23 (12 Wo.)UK | Erstveröffentlichung: 17. Dezember 2007 |
| 2010 | Do-Wah-Doo My Best Friend Is You | DE36 (6 Wo.)DE | AT55 (2 Wo.)AT | — | UK15 (3 Wo.)UK | Erstveröffentlichung: 12. April 2010    |

## Auszeichnungen für Musikverkäufe
| Goldene Schallplatte - Irland - 2007: für das Album Made of Bricks |

Anmerkung: Auszeichnungen in Ländern aus den Charttabellen bzw. Chartboxen sind in ebendiesen zu finden.
| Land/RegionAuszeichnungen für Musikverkäufe (Land/Region, Auszeichnungen, Verkäufe, Quellen) | Gold     | Platin     | Verkäufe  | Quellen           |
| -------------------------------------------------------------------------------------------- | -------- | ---------- | --------- | ----------------- |
| Deutschland (BVMI)                                                                           | Gold1    | —          | 100.000   | musikindustrie.de |
| Irland (IRMA)                                                                                | Gold1    | —          | 7.500     | irishcharts.ie    |
| Vereinigtes Königreich (BPI)                                                                 | —        | 4× Platin4 | 1.800.000 | bpi.co.uk         |
| Insgesamt                                                                                    | 2× Gold2 | 4× Platin4 |           |                   |

## Awards
- 2007: Q Award (Kategorie: Breakthrough Artist)
- 2008: BRIT Award (Kategorie: Beste britische Künstlerin)
- 2008: NME Award (Kategorie: Beste/r Solokünstler/in)
- 2008: NME Award USA (Kategorie: Beste internationale Indie-/Alternative-Solokünstlerin)
- 2008: Vodafone Music Award (Kategorie: Best Live Female)
- 2008: Vanguard Award (Kategorie: Bestes Album)
- 2008: UK Video Music Award (Kategorie: Bestes Pop-Video)